# Andrés Eloy Blanco (Piar)
Pour les articles homonymes, voir Andrés Eloy Blanco.
Andrés Eloy Blanco est l'une des trois divisions territoriales et l'une des deux paroisses civiles de la municipalité de Piar dans l'État de Bolívar au Venezuela. Sa capitale est El Pao de El Hierro.

## Géographie

### Démographie
Hormis sa capitale El Pao de El Hierro, dite également « El Pao » elle-même regroupement de plusieurs pôles, la paroisse civile abrite un grand nombre de localités :
- El Arrozal
- El Pao de El Hierro
  - La Sierra
  - Pao Viejo
  - Valle Hondo
- El Retumbo
- El Trical
- La Fortuna
- Los Cayenes
- Los Jabillos
- Primera Agua
- Pueblo Sucre